# ديفنسا خوستيكا
نادي ديفنسا خوستيكا الرياضي الاجتماعي (بالإسبانية: Club Social y Deportivo Defensa y Justicia)‏ هو ناد كرة قدم أرجنتيني، يقع في العاصمة بوينس آيرس ويلعب في دوري الدرجة الأولى، ملعب النادي هو نوربرتو "تيتو" توماغيلو الذي يتسع إلى 12 ألف متفرج، تأسس النادي سنة 1935، لكن النادي لم يلعب في البطولات المحلية في الأرجنتين إلا اعتباراً من سنة 1977، وصعد تدريجياً من دوري الدرجة الرابعة في الأرجنتين حتى وصل سنة 2014 لدوري الدرجة الأولى.
حقق النادي لقب كوبا سود أمريكانا عام 2020 لأول مرة في تاريخه بعد فوزه في النهائي على مواطنه لانوس بثلاثة أهداف دون مقابل.